# Al-Muqtadi
Al-Muqtadi (1056-febrero de 1094) (en árabe: المقتدي al-muqtadī) fue un califa abasí en Bagdad de 1075 a 1094.

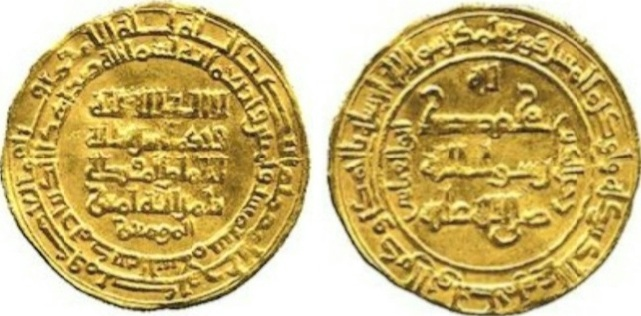
al-Muqtadi dinar

Fue hijo de Muhammad, hijo del califa Al-Qa'im, y una esclava armenia.
Fue honrado por el sultán selyúcida Malik Shah, cuyo reinado supuso el reconocimiento del califato en todos los territorios ocupados por los selyúcidas. Arabia, junto con las Ciudades Santas ahora recuperadas de los fatimíes, reconoció de nuevo la jurisdicción espiritual de los abasíes.